# Liste des bourgmestres de Vienne (Autriche)
Ceci est une liste des bourgmestres de Vienne qui, depuis 1921, occupent également le poste de Landeshauptmann.
| Nom                                     | Dates              |
| --------------------------------------- | ------------------ |
| Monarchie des Habsbourg                 |                    |
| Konrad Poll                             | 1282               |
| Heinrich Hansgraf                       | 1285               |
| Konrad von Eslarn                       | 1287               |
| Konrad Poll                             | 1288 – 1305        |
| Heinrich Chrannest                      | 1305 – 1307        |
| Dietrich von Kahlenberg                 | 1307               |
| Heinrich von der Neisse                 | 1308               |
| Niklas von Eslarn                       | 1309 - 1313        |
| Heinrich von der Neisse                 | 1310               |
| Niklas Poll                             | 1313 – 1315        |
| Hermann von St. Pölten                  | 1316               |
| Niklas von Eslarn                       | 1316 - 1317        |
| Hermann von St. Pölten                  | 1318               |
| Otto Wülfleinstorfer                    | 1319 - 1323        |
| Stephan Chriegler                       | 1323               |
| Niklas Poll                             | 1324 - 1327        |
| Stephan Chriegler                       | 1327 - 1328        |
| Heinrich Lang                           | 1329 – 1330        |
| Dietrich Urbetsch                       | 1332 – 1333        |
| Hermann Snaezl                          | 1333 – 1334        |
| Dietrich Urbetsch                       | 1335 – 1337        |
| Konrad von Eslarn                       | 1337 – 1338        |
| Berthold Poll                           | 1338 – 1339        |
| Konrad Wiltwerker                       | 1340 – 1343        |
| Hagen von Spielberg                     | 1343 – 1344        |
| Reinprecht Zaunrüd                      | 1345 – 1347        |
| Friedrich von Tierna                    | 1348 – 1349        |
| Dietrich Flusthart                      | 1350 – 1351        |
| Friedrich von Tierna                    | 1352               |
| Heinrich Würfel                         | 1353               |
| Dietrich Flusthart                      | 1354               |
| Haunold Schuchler l'Ancien              | 1354               |
| Leopold Polz                            | 1355               |
| Heinrich Straicher                      | 1356 – 1357        |
| Haunold Schuchler l'Ancien              | 1357 – 1358        |
| Leopold Polz                            | 1358 – 1360        |
| Heinrich Straicher                      | 1359 – 1360        |
| Haunold Schuchler l'Ancien              | 1360– 1361         |
| Hans von Tierna                         | 1362 – 1364        |
| Friedrich Rüschl                        | 1364               |
| Lukas Popfinger                         | 1365 – 1366        |
| Thomas Swaeml                           | 1366 – 1367        |
| Niklas Würfel                           | 1368 – 1370        |
| Thomas Swaeml                           | 1370 – 1371        |
| Ulrich Rössl                            | 1372 – 1374        |
| Jans am Kienmarkt                       | 1374 – 1376        |
| Paul Holzkäufl                          | 1376 – 1379        |
| Jans am Kienmarkt                       | 1379 – 1381        |
| Paul Holzkäufl                          | 1381 – 1386        |
| Michael Geukramer                       | 1386 – 1395        |
| Paul Holzkäufl                          | 1396               |
| Paul Würfel                             | 1396 – 1397        |
| Jakob Dorn                              | 1398               |
| Hans Rockh                              | 1398 – 1399        |
| Paul Holzkäufl                          | 1399 – 1400        |
| Berthold Lang                           | 1401               |
| Paul Würfel                             | 1401 – 1403        |
| Haunold Schuchler le Jeune              | 1402 – 1403        |
| Konrad Vorlauf                          | 1403 – 1404        |
| Paul Würfel                             | 1404 – 1405        |
| Rudolf Angerfelder                      | 1405 – 1406        |
| Konrad Vorlauf                          | 1406 – 1408        |
| Konrad Rampersdorffer                   | 1408               |
| Hans Feldsberger                        | 1408 – 1409        |
| Paul Geyr                               | 1410               |
| Albrecht Zetter                         | 1410 – 1411        |
| Rudolf Angerfelder                      | 1411 – 1419        |
| Hans Musterer                           | 1420 – 1421        |
| Ulrich Gundloch                         | 1422               |
| Konrad Holzler l'Ancien                 | 1423 – 1425        |
| Hans Scharffenberger                    | 1425 – 1426        |
| Paul Würfel le Jeune                    | 1427               |
| Niklas Undermhimmel                     | 1428 – 1429        |
| Konrad Holzler l'Ancien                 | 1430 – 1433        |
| Hans Steger                             | 1434 – 1439        |
| Niklas Undermhimmel                     | 1438               |
| Konrad Holzler l'Ancien                 | 1440 – 1441        |
| Andre Hiltprant                         | 1442               |
| Hans Steger                             | 1443               |
| Hans Haringseer                         | 1444 – 1446        |
| Hans Steger                             | 1447 – 1449        |
| Konrad Holzler le Jeune                 | 1450 – 1451        |
| Oswald Reicholf                         | 1452               |
| Niklas Teschler                         | 1453               |
| Oswald Reicholf                         | 1454               |
| Konrad Holzler le Jeune                 | 1455               |
| Niklas Teschler                         | 1456 – 1457        |
| Thomas Schwarz                          | 1457               |
| Jakob Starch                            | 1457 – 1460        |
| Christian Prenner                       | 1461 – 1462        |
| Sebastian Ziegelhauser                  | 1462               |
| Wolfgang Holzer                         | 1462 – 1463        |
| Friedrich Ebmer                         | 1463               |
| Ulrich Metzleinstorffer                 | 1464 – 1466        |
| Martin Enthaimer                        | 1467               |
| Andreas Schönbrucker                    | 1467 – 1473        |
| Hans Heml                               | 1473 – 1479        |
| Laurenz Haiden                          | 1479 – 1484        |
| Stephan Een                             | 1485 – 1486        |
| Leonhard Radauner                       | 1487 – 1489        |
| Laurenz Taschendorfer                   | 1489 – 1490        |
| Stephan Een                             | 1490               |
| Paul Keck                               | 1490 – 1493        |
| Friedrich Geldreich                     | 1494 – 1496        |
| Paul Keck                               | 1497 – 1499        |
| Wolfgang Rieder                         | 1500 – 1501        |
| Leonhard Lackner                        | 1502               |
| Wolfgang Zauner                         | 1503               |
| Paul Keck                               | 1504 – 1507        |
| Sigmund Pernfuss                        | 1507               |
| Paul Keck                               | 1508               |
| Wolfgang Rieder                         | 1509 – 1510        |
| Hans Süss                               | 1511 – 1512        |
| Leonhard Pudmannsdorfer                 | 1512               |
| Hans Kuchler                            | 1513               |
| Friedrich Piesch                        | 1514               |
| Johann Kaufmann                         | 1515               |
| Hans Süss                               | 1516               |
| Hans Rinner                             | 1516 – 1517        |
| Leonhard Pudmannsdorfer                 | 1518               |
| Wolfgang Kirchhofer                     | 1519 – 1520        |
| Hans Süss                               | 1520               |
| Martin Siebenbürger                     | 1520 – 1521        |
| Gabriel Guetrater                       | 1522 – 1524        |
| Hans Süss                               | 1524 – 1526        |
| Roman Staudinger                        | 1526               |
| Sebastian Sulzbeck                      | 1527               |
| Wolfgang Treu                           | 1528 – 1530        |
| Sebastian Eysler                        | 1531               |
| Wolfgang Treu                           | 1532 – 1533        |
| Johann Pilhamer                         | 1534 – 1535        |
| Wolfgang Treu                           | 1536 – 1537        |
| Hermes Schallautzer                     | 1538 – 1539        |
| Paul Pernfuss                           | 1540 – 1541        |
| Stephan Tenck                           | 1542 – 1546        |
| Sebastian Schrantz                      | 1547 – 1548        |
| Sebastian Hutstocker                    | 1549 – 1550        |
| Christoph Hayden                        | 1551 – 1552        |
| Sebastian Hutstocker                    | 1553 – 1555        |
| Hans Übermann                           | 1556 – 1557        |
| Georg Prantstetter                      | 1558 – 1559        |
| Thomas Siebenbürger                     | 1560 – 1561        |
| Hermann Bayr                            | 1562 – 1563        |
| Matthias Brunnhofer                     | 1564 – 1565        |
| Hans Übermann                           | 1566 – 1567        |
| Georg Prantstetter                      | 1568 – 1569        |
| Hanns von Thau                          | 1570 – 1571        |
| Georg Prantstetter                      | 1572 – 1573        |
| Hanns von Thau                          | 1574 – 1575        |
| Christoph Hutstocker                    | 1576 – 1577        |
| Hanns von Thau                          | 1578 – 1579        |
| Bartholomäus Prantner                   | 1580 – 1581        |
| Hanns von Thau                          | 1582 – 1583        |
| Bartholomäus Prantner                   | 1584 – 1585        |
| Oswald Hüttendorfer                     | 1586 – 1587        |
| Hanns von Thau                          | 1588 – 1589        |
| Georg Fürst                             | 1590 – 1591        |
| Bartholomäus Prantner                   | 1592 – 1595        |
| Paul Steyrer                            | 1596 – 1597        |
| Oswald Hüttendorfer                     | 1598 – 1599        |
| Andreas Rieder                          | 1600 – 1601        |
| Georg Fürst                             | 1602 – 1603        |
| Augustin Haffner                        | 1604 – 1607        |
| Lukas Lausser                           | 1608 – 1609        |
| Daniel Moser                            | 1610 – 1613        |
| Veit Resch                              | 1614 – 1615        |
| Daniel Moser                            | 1616 – 1622        |
| Paul Wiedemann                          | 1623 – 1625        |
| Daniel Moser                            | 1626 – 1637        |
| Christoph Fassoldt                      | 1638 – 1639        |
| Konrad Bramber                          | 1640 – 1645        |
| Caspar Bernhardt                        | 1646 – 1648        |
| Johann Georg Dietmayr                   | 1648 – 1653        |
| Thomas Wolfgang Puechenegger            | 1654 – 1655        |
| Johann Georg Dietmayr von Dietmannsdorf | 1656 – 1659        |
| Johann Christoph Holzner                | 1660 – 1663        |
| Johann Georg Dietmayr von Dietmannsdorf | 1664 – 1667        |
| Johann Christoph Holzner                | 1667 – 1669        |
| Daniel Lazarus Springer                 | 1670 – 1673        |
| Peter Sebastian Fügenschuh              | 1674 – 1677        |
| Daniel Lazarus Springer                 | 1678 – 1679        |
| Johann Andreas von Liebenberg           | 1680 – 1683        |
| Simon Stephan Schuster                  | 1684 – 1687        |
| Daniel Fockhy                           | 1688 – 1691        |
| Johann Franz Peickhardt                 | 1692 – 1695        |
| Jakob Daniel Tepser                     | 1696 – 1699        |
| Johann Franz Peickhardt                 | 1700 – 1703        |
| Jakob Daniel Tepser                     | 1704 – 1707        |
| Johann Franz Wenighoffer                | 1708 – 1712        |
| Johann Lorenz Trunck von Guttenberg     | 1713 – 1716        |
| Josef Hartmann                          | 1717 – 1720        |
| Franz Josef Hauer                       | 1721 – 1724        |
| Josef Hartmann                          | 1725 – 1726        |
| Franz Josef Hauer                       | 1727 – 1728        |
| Johann Franz Purck                      | 1729 – 1730        |
| Franz Daniel Edler von Bartuska         | 1731 – 1732        |
| Andreas Ludwig Leitgeb                  | 1733 – 1736        |
| Johann Adam von Zahlheim                | 1737 – 1740        |
| Peter Joseph Kofler                     | 1741 – 1744        |
| Andreas Ludwig Leitgeb                  | 1745 – 1751        |
| Peter Joseph Edler von Kofler           | 1751 – 1764        |
| Leopold Franz Gruber                    | 1764               |
| Josef Anton Bellesini                   | 1764 – 1767        |
| Leopold Franz Gruber                    | 1767 – 1773        |
| Josef Georg Hörl                        | 1773 – 1804        |
| Stephan Edler von Wohlleben             | 1804 – 1823        |
| Anton Joseph Edler von Leeb             | 1835 – 1837        |
| Ignaz Czapka                            | 1838 – 1848        |
| Johann Kaspar Freiherr von Seiller      | 1851 – 1861        |
| Andreas Zelinka                         | 1861 – 1868        |
| Cajetan Freiherr von Felder             | 1868 – 1878        |
| Julius Newald                           | 1878 – 1882        |
| Eduard Uhl                              | 1882 – 1889        |
| Johann Prix                             | 1889 – 1894        |
| Raimund Grübl                           | 1894 – 1895        |
| Hans von Friebeis                       | 1895 – 1896        |
| Josef Strobach (CS)                     | 1896 – 1897        |
| Karl Lueger (CS)                        | 1897 – 1910        |
| Josef Neumayer (CS)                     | 1910 – 1912        |
| Richard Weiskirchner (CS)               | 1912 – 1919        |
| Première république                     |                    |
| Jakob Reumann (SDAPÖ)                   | 1919 – 1923        |
| Karl Seitz (SDAPÖ)                      | 1923 – 1934        |
| Richard Schmitz (VF)                    | 1934 – 1938        |
| Reich allemand                          |                    |
| Hermann Neubacher (NSDAP)               | 1938 – 1940        |
| Philipp Wilhelm Jung (NSDAP)            | 1940 – 1943        |
| Hanns Blaschke (NSDAP)                  | 1943 – 1945        |
| Deuxième République                     |                    |
| Rudolf Prikryl                          | 12 - 15 avril 1945 |
| Theodor Körner (SPÖ)                    | 1945 – 1951        |
| Franz Jonas (SPÖ)                       | 1951 – 1965        |
| Bruno Marek (SPÖ)                       | 1965 – 1970        |
| Felix Slavik (SPÖ)                      | 1970 – 1973        |
| Leopold Gratz (SPÖ)                     | 1973 – 1984        |
| Helmut Zilk (SPÖ)                       | 1984 – 1994        |
| Michael Häupl (SPÖ)                     | 1994 - 2018        |
| Michael Ludwig (SPÖ)                    | 2018 - présent     |